# Bandera de Dosrius
La bandera oficial de Dosrius té la següent descripció:
Bandera apaïsada, de proporcions dos d'alt per tres de llarg, blanca, amb una Y blau fosca ondada de quatre ones en cadascun dels dos braços i vuit al tronc, de gruix 1/6 de l'alçària del drap, amb els braços al primer terç vertical i llurs extrems als angles de la vora de l'asta, i el tronc, a manera de faixa, centrat sobre els altres dos terços.
Va ser aprovada el 14 de març de 2007 i publicada al DOGC el 20 d'abril del mateix any amb el número 4866.